# Bulbophyllum tripetalum
Bulbophyllum tripetalum är en orkidéart som beskrevs av John Lindley. Bulbophyllum tripetalum ingår i släktet Bulbophyllum och familjen orkidéer. Inga underarter finns listade i Catalogue of Life.